# Островное (Чукотский автономный округ)
Островно́е — чукотское село в Билибинском районе Чукотского автономного округа России. Образует сельское поселение Островное.
Чукотское название — Ыпаԓгын, юкагир. Обром, по высокой скале близ поселения.

## География
Расположено на левом берегу реки Малый Анюй в 140 км выше по течению от Анюйска. Расстояние до районного центра составляет 179 км, до окружного центра — 690 км.

Село Островное находится в области тундры, а это означает, что даже летом температуры низкие. По классификации климатов Кёппена — полярный климат (индекс ET) тундры.
| Показатель                                                              | Янв.  | Фев.  | Март  | Апр.  | Май   | Июнь | Июль | Авг. | Сен.  | Окт.  | Нояб. | Дек.  | Год   |
| ----------------------------------------------------------------------- | ----- | ----- | ----- | ----- | ----- | ---- | ---- | ---- | ----- | ----- | ----- | ----- | ----- |
| Абсолютный максимум, °C                                                 | 5,7   | 2,7   | 5,9   | 10,1  | 25,5  | 33,2 | 35,1 | 32,7 | 24,6  | 14,9  | 6,5   | 7,6   | 35,1  |
| Средний суточный максимум, °C                                           | −26   | −26,1 | −21,3 | −11,4 | 1,2   | 12,4 | 14,6 | 11,8 | 5,8   | −6,6  | −19,7 | −25,7 | −7,4  |
| Средняя температура, °C                                                 | −30,7 | −30,8 | −26,9 | −17,3 | −3,4  | 6,3  | 8,4  | 6,1  | 0,9   | −11,1 | −24,2 | −30,2 | −12,7 |
| Средний суточный минимум, °C                                            | −35,3 | −35,5 | −32,4 | −23,2 | −7,9  | 0,2  | 2,3  | 0,5  | −3,9  | −15,6 | −28,7 | −34,7 | −18   |
| Абсолютный минимум, °C                                                  | −57,5 | −57,8 | −54,4 | −43,8 | −31,6 | −8,2 | −5,7 | −8,4 | −21,6 | −39,1 | −49,6 | −56,8 | −57,8 |
| Норма осадков, мм                                                       | 13    | 8     | 5     | 5     | 6     | 18   | 30   | 29   | 19    | 15    | 14    | 12    | 174   |
| Источник: Абсолютные минимумы и максимумы, Средние температуры и осадки |       |       |       |       |       |      |      |      |       |       |       |       |       |

## История
С начала XVIII века русскими землепроходцами началось активное исследование земель Колымы и Чукотки, были основаны поселения-крепости, в их числе и Анюйский острог, где стала проводиться самая крупная на Чукотке Анюйская ярмарка. Крепость располагалась на острове посреди Малого Анюя. Из описания поселения, данного побывавшим здесь полярным исследователем Ф. Ф. Матюшкиным:

Островное — местечко, величаемое крепостью и устроено на одном из островов, образуемых Анюем. Кроме полуразрушенной часовни Св. Николая, в нём находится до 30 домов и юрт, в беспорядке разбросанных. Крепость состоит из места, обнесённого забором, с ветхой башней над воротами; в середине построены две так называемые казармы, то есть хижины для комиссара с канцелярией и сопровождающими его казаками… Чукчи разбивают свои палатки на маленьком острове, недалеко от места торга.
Из-за постоянного весеннего разлива реки крепость неоднократно переносилась, пока в 1848 году после очередного наводнения не была разрушена большая часть острова и сам острог, и поселение было перенесено на левый берег, — на 30 километров ниже по течению. Тем не менее, местные жители по традиции называли эту крепость «Островной», это название и закрепилось за современным селом, стоящим на месте бывшего острога.
В советское время в Островном раньше, чем в других селениях Чукотки, оленеводы стали переходить к оседлости. Здесь был создан первый чукотский колхоз — «Турваургин», (с чукот. — Новая жизнь), который позднее был реорганизован в одноимённый совхоз. В 1934 году в селе была оборудована радиостанция, срублено здание школы, первая больница и пекарня.
В годы войны на средства жителей села была создана танковая колонна «Чукотский колхозник».
В 1930—1952 годах Островное являлось административным центром района Восточной Тундры Чукотского национального округа.

## Население
| 1939 | 2002 | 2009 | 2010 | 2011 | 2012 | 2013 |
| ---- | ---- | ---- | ---- | ---- | ---- | ---- |
| 115  | ↗360 | ↗363 | ↗384 | ↘383 | ↘379 | ↘377 |
| 2014 | 2015 | 2016 | 2017 | 2018 | 2020 | 2021 |
| ↗389 | ↘385 | ↘379 | ↗381 | ↘376 | ↘369 | ↘321 |
| 2023 |      |      |      |      |      |      |
| ↗333 |      |      |      |      |      |      |

Представителей коренных малочисленных народов Севера насчитывается 317 человек, из них большинство — чукчи.

## Экономика и социальная инфраструктура
Основное занятие местных жителей — оленеводство и рыболовство. Здесь базируется муниципальное сельхозпредприятие «Островное».
В селе есть средняя школа, врачебная амбулатория, почта, узел связи, дом культуры, библиотека, гостиница на 34 места, пекарня, магазин.
С 8 марта 1933 года в селе действует метеостанция. Здесь был зарегистрирован абсолютный температурный максимум на Чукотке: +35°С.
Улицы села: 50 лет Советской Власти, Анюйская, Гагарина, Есенина, Первомайская, Рольтыргина, Сульженко, Тальвавтына.

## Транспорт
Село соединено грунтовой дорогой с автотрассой Билибино — Зелёный мыс.
Пассажирские перевозки осуществляются с райцентром исключительно воздушным путём с помощью вертолёта.

## Связь
На территории поселения организовано вещание шести телеканалов (Первый, Россия-2, Культура, Спорт, НТВ, СТС), а также четырёх радиостанций.
В селе установлено 253 квартирных телефона.